# Золотой хет-трик
«Золотой хет-трик» или «требл» (англ. Treble) — термин, означающий победу футбольного клуба или сборной в трёх соревнованиях. Как правило, клубы делают «золотой хет-трик» благодаря победе в национальном чемпионате, кубке страны и континентальном турнире (наиболее престижно — в футбольном турнире континента); победы в турнирах, включающих не более двух матчей, не учитываются — например, в Суперкубке страны и/или континента). «Золотой хет-трик» считается самым престижным в футболе. Если клуб выиграл чемпионат страны и два кубковых турнира, говорят о «домашнем требле».

## Известные «золотые хет-трики» клубов

### Европа
Ряд европейских клубов выигрывали «золотой хет-трик» в самой престижной трактовке: победа в национальном первенстве, в национальном кубке и в главном континентальном турнире Европы — Кубке европейских чемпионов/Лиге чемпионов. В 2015 году испанская «Барселона» стала первой командой в Европе, которая выиграла «золотой хет-трик» во второй раз. В 2020 году немецкая «Бавария» стала второй командой в Европе, которая завоевала требл во второй раз.
- В сезоне 1966/1967 шотландский «Селтик» выиграл четыре трофея, сделав «золотой покер»: чемпионат Шотландии, Кубок Шотландии, Кубок шотландской лиги, Кубок европейских чемпионов[4].
- В сезоне 1971/1972 нидерландский «Аякс» выиграл чемпионат Нидерландов, Кубок Нидерландов, Кубок европейских чемпионов.
- В сезоне 1982 шведский «Гётеборг» выиграл чемпионат Швеции, Кубок Швеции и Кубок УЕФА.
- В сезоне 1983/1984 английский «Ливерпуль» выиграл чемпионат Англии, Кубок Футбольной лиги, Кубок европейских чемпионов.
- В сезоне 1987/1988 нидерландский ПСВ выиграл чемпионат Нидерландов, Кубок Нидерландов и Кубок европейских чемпионов.
- В сезоне 1998/1999 английский «Манчестер Юнайтед» выиграл чемпионат Англии, Кубок Англии, Лигу чемпионов[5].
- В сезоне 1999/2000 турецкий «Галатасарай» выиграл чемпионат Турции, Кубок Турции и Кубок УЕФА.
- В сезоне 2000/2001 английский «Ливерпуль» выиграл Кубок Англии, Кубок Футбольной лиги и Кубок УЕФА.
- В сезоне 2002/2003 португальский «Порту» выиграл чемпионат Португалии, Кубок Португалии и Кубок УЕФА.
- В сезоне 2004/2005 российский ЦСКА выиграл чемпионат России, Кубок России и Кубок УЕФА.
- В сезоне 2008/2009 испанская «Барселона» выиграла чемпионат Испании, Кубок Испании, Лигу чемпионов.
- В сезоне 2009/2010 итальянский «Интер» выиграл чемпионат Италии, Кубок Италии, Лигу чемпионов[6].
- В сезоне 2010/2011 португальский «Порту» выиграл чемпионат Португалии, Кубок Португалии и Лигу Европы.
- В сезоне 2012/2013 немецкая «Бавария» выиграла чемпионат Германии, Кубок Германии, Лигу чемпионов.
- В сезоне 2014/2015 испанская «Барселона» выиграла чемпионат Испании, Кубок Испании и Лигу чемпионов[7].
- В сезоне 2019/2020 немецкая «Бавария» выиграла чемпионат Германии, Кубок Германии и Лигу чемпионов[8].
- В сезоне 2022/2023 английский «Манчестер Сити» выиграл чемпионат Англии, Кубок Англии, Лигу чемпионов[9].
- В сезоне 2024/2025 французский «Пари Сен-Жермен» выиграл чемпионат Франции, Кубок Франции, Лигу чемпионов[10].

### Азия
Ряд азиатских клубов выигрывали «золотой хет-трик» в самой престижной трактовке: победа в национальном первенстве, в национальном кубке и в главном континентальном турнире Азии — Азиатском клубном чемпионате/Азиатском Кубке чемпионов/Лиге чемпионов.
- В сезоне 1986/1987 японский «Ёмиури» победил в чемпионате Японии, кубке Японии, Азиатском Кубке чемпионов.
- В сезоне 2019/2020 саудовский «Аль-Хиляль» победил в чемпионате Саудовской Аравии, кубке Саудовской Аравии, Лиге чемпионов.

### Африка
Ряд африканских клубов выигрывали «золотой хет-трик» в самой престижной трактовке: победа в национальном первенстве, в национальном кубке и в главном континентальном турнире Африки — Африканском Кубке чемпионов/Лиге чемпионов. В сезоне 2006/2007 египетский «Аль-Ахли» стала первой командой в Африке, которая выиграла «золотой хет-трик» во второй раз. В сезоне 2019/2020 египетский «Аль-Ахли» стала первой командой в Африке, которая выиграла «золотой хет-трик» в третий раз.
- В сезоне 1967 конголезский «ТП Энглеберт» победил в чемпионате ДР Конго, Кубке ДР Конго, Африканском Кубке чемпионов.
- В сезоне 1973 заирский «Вита» победил в чемпионате Заира, Кубке Заира, Африканском Кубке чемпионов.
- В сезоне 1975/1976 алжирский «МК Алжир» победил в чемпионате Алжира, кубке Алжира, Африканском Кубке чемпионов.
- В сезоне 2000 ганский «Хартс оф Оук» победил в чемпионате Ганы, кубке Ганы, Лиге чемпионов.
- В сезоне 2005/2006 египетский «Аль-Ахли» победил в чемпионате Египта, кубке Египта, Лиге чемпионов.
- В сезоне 2006/2007 египетский «Аль-Ахли» победил в чемпионате Египта, кубке Египта, Лиге чемпионов.
- В сезоне 2010/2011 тунисский «Эсперанс» победил в чемпионате Туниса, кубке Туниса, Лиге чемпионов.
- В сезоне 2019/2020 египетский «Аль-Ахли» победил в чемпионате Египта, кубке Египта, Лиге чемпионов.
- В сезоне 2022/2023 египетский «Аль-Ахли» победил в чемпионате Египта, кубке Египта, Лиге чемпионов

### Северная Америка
Ряд североамериканских клубов выигрывали «золотой хет-трик» в самой престижной трактовке: победа в национальном первенстве, в национальном кубке и в главном континентальном турнире Северной Америки — Кубке чемпионов/Лиге чемпионов. В сезоне 1996/1997 мексиканский «Крус Асуль» стал первой командой в Северной Америке, которая выиграла «золотой хет-трик» во второй раз.
- В сезоне 1968/1969 мексиканский «Крус Асуль» победил в чемпионате Мексики, кубке Мексики, Кубке чемпионов.
- В сезоне 1985 тринидадский «Дефенс Форс» победил в чемпионате Тринидада и Тобаго, кубке Тринидада и Тобаго, Кубке чемпионов.
- В сезоне 1996/1997 мексиканский «Крус Асуль» победил в чемпионате Мексики, кубке Мексики, Кубке чемпионов.
- В сезоне 2019/2020 мексиканский «Монтеррей» победил в чемпионате Мексики, кубке Мексики, Лиге чемпионов.

### Океания
Ряд клубов Океании выигрывали «золотой хет-трик» в самой престижной трактовке: победа в национальном первенстве, в национальном кубке и в главном континентальном турнире Океании — Клубном чемпионате Океании/Лиге чемпионов. В сезоне 2013/2014 новозеландский «Окленд Сити» стал первой командой в Океании, которая выиграла «золотой хет-трик» во второй раз. В сезоне 2014/2015 новозеландский «Окленд Сити» стал первой командой в Океании, которая выиграла «золотой хет-трик» в третий раз. В сезоне 2022 новозеландский «Окленд Сити» стал первой командой в Океании, которая выиграла «золотой хет-трик» в четвертый раз.
- В сезоне 2005/2006 новозеландский «Окленд Сити» победил в чемпионате Новой Зеландии, плей-офф чемпионата Новой Зеландии, Клубном чемпионате Океании.
- В сезоне 2007/2008 новозеландский «Уаитакере Юнайтед» победил в чемпионате Новой Зеландии, плей-офф чемпионата Новой Зеландии, Лиге чемпионов.
- В сезоне 2013/2014 новозеландский «Окленд Сити» победил в чемпионате Новой Зеландии, плей-офф чемпионата Новой Зеландии, Лиге чемпионов.
- В сезоне 2014/2015 новозеландский «Окленд Сити» победил в чемпионате Новой Зеландии, плей-офф чемпионата Новой Зеландии, Лиге чемпионов.
- В сезоне 2019 новокаледонский «Иенген Спорт» победил в чемпионате Новой Каледонии, кубке Новой Каледонии, Лиге чемпионов.
- В сезоне 2022 новозеландский «Окленд Сити» победил в чемпионате Новой Зеландии, плей-офф чемпионата Новой Зеландии, Лиге чемпионов.

## Золотые хет-трики сборных
Футбольные турниры для национальных сборных имеют свою специфику. Во-первых, один соревновательный цикл, как правило, длиннее (в большинстве случаев — четыре года). Во-вторых, для повышения зрительского интереса различные турниры, как правило, разнесены между собой по годам и не пересекаются во времени, соответственно, сборные редко участвуют в нескольких соревнованиях сразу. В связи с этим треблы сборных фиксируются не для отдельного года, а для некоторого промежутка времени, в течение которого проходит несколько турниров различного уровня.
Своеобразный хет-трик сделала сборная Уругвая, которая в 1920-е годы фактически выиграла подряд три чемпионата мира — Олимпийские игры 1924, 1928 годов (футбольные турниры, которые ФИФА официально признала в качестве чемпионатов мира среди любителей), а также первый в истории Кубок мира 1930 года.
Сборная Италии выиграла чемпионаты мира по футболу 1934 и 1938 годов, а также олимпийский футбольный турнир 1936 года.
Сборная Аргентины по футболу выиграла три Кубка Америки подряд: в 1945, 1946 и 1947 годах.
Сборная Ирана по футболу выиграла три Кубка Азии подряд в 1968, 1972 и 1976 годах.
Своеобразный «немецкий требл» имел место в семидесятых: сборная ФРГ выиграла чемпионаты Европы 1972 года и мира 1974 года, а сборная ГДР первенствовала на Олимпиаде 1976
Сборная Мексики по футболу выиграла три Чемпионата Северной Америки подряд: в 1993, 1996 и 1998 годах.
Французская сборная побеждала на чемпионате мира 1998, чемпионате Европы 2000, Кубке конфедераций 2001 и Кубке конфедераций 2003.
Сборная Камеруна по футболу выиграла Олимпиаду 2000 и Кубки Африки 2000 и 2002 годов.
Сборная Бразилии по футболу выиграла чемпионат мира 2002, кубок Америки 2004 и Кубок конфедераций 2005.
Бразильцы выиграли 3 Кубка конфедераций подряд в 2005, 2009 и 2013.
Сборная Египта по футболу взяла три Кубка Африки подряд: в 2006, 2008 и 2010 годах.
Сборная Испании по футболу выиграла Евро-2008, ЧМ-2010 и Евро-2012.
Сборная Аргентины по футболу выиграла Кубок Америки 2021, Финалиссиму 2022 и ЧМ-2022. Так же возможна следующая вариация требла Кубок Америки 2021, ЧМ-2022 и Кубок Америки 2024. Сборная Аргентины является первой сборной в мире которой удалось выиграть «Золотой покер» - четыре международных трофея подряд.